# Massacre de Tamines
On connaît sous le nom de Massacre de Tamines les exécutions en masse de civils perpétrés les 21, 22 et 23 août 1914 à Tamines, dans la province de Namur en Belgique, au début de la Première Guerre mondiale par les troupes allemandes.

## Événements de Liège à la Sambre
Le 4 août 1914 au matin, la cavalerie allemande pénètre dans le territoire belge. Le plan de campagne des Allemands, établi en 1905 par le général von Schlieffen (Plan Schlieffen) — et modifié par son successeur von Moltke — prévoit la traversée de la Belgique pour attaquer la France par le nord. Cette traversée doit être rapide. Pour cela, il faut écraser l’armée belge.
La neutralité de la Belgique, consacrée dès 1831 dans le protocole de la Conférence de Londres (Traité des XVIII articles), est donc bafouée par l’intrusion de troupes allemandes sur le sol national ; l’état de guerre est déclaré. Le Roi Albert prend le commandement de l’armée comme le prévoit la constitution. La Belgique entre en guerre pour la première fois de son histoire.
Les Ire et IIe armées allemandes foncent, dès le 3 août, sur la ville de Liège dont elles doivent s’emparer. C’est chose faite le 8 août, date à laquelle la ville tombe officiellement entre les mains des Allemands. L’armée belge oppose cependant une résistance supérieure à ce que les stratèges allemands ont prévu. La résistance des forts, nombreux autour de Liège, freine l’avancée allemande, leur prise entraînant la mort d’environ 5 000 soldats allemands. La ville de Liège tombée, seul barrage important sur la route de l’invasion, la Ire armée allemande peut se diriger vers Bruxelles, tandis que le général von Bülow, à la tête de la IIe armée, poursuit sa route vers la Basse-Sambre, en direction de Namur et Charleroi.
Il arrive le 12 août à Huy dont une brigade belge s’est repliée sur Andenne après avoir fait sauter les passages sur la Meuse. Le 20 août, sur ordre du général von Bülow, une colonne allemande fusille à Andenne plus de deux cents civils. La IIe armée allemande poursuit son chemin dans la vallée de la Meuse, atteint la Sambre à Namur et arrive à proximité de Tamines, entre Namur et Charleroi, le 20 août. Face à elle, la 19e division d'infanterie du Xe corps d’armée français ; ces troupes françaises sont secondées par un détachement peu important de gardes civiques belges, soit dix-neuf artilleurs de Charleroi commandés par le capitaine Gillieaux.

## Arrivée des Allemands
Le vendredi 21 août 1914, vers 6 heures du matin, une patrouille composée de cinq uhlans allemands descend la route de Ligny, venant de Velaine-sur-Sambre. Ils atteignent à peine l’hôtel de ville qu’une trentaine de soldats français et quelques artilleurs de la garde civique de Charleroi ouvrent le feu et blessent un des cavaliers. Les quatre autres foncent chercher du renfort en direction du bois de Velaine. Le soldat blessé est fait prisonnier par la garde civique et soigné par le docteur Scohy.
Une heure plus tard, environ trente uhlans accompagnés de cyclistes se présentent à l’entrée du village, par la route de Ligny. Ils essuient, au même endroit, les coups de feu des soldats postés près de l’hôtel de ville. Mais entre-temps, des détachements entiers d’Allemands ont investi le quartier de la Praile, situé à l’entrée du village. Les soldats établissent, chez M. Mouffe, conseiller communal, un poste de la Croix-Rouge et y rassemblent une cinquantaine de civils, en majorité des hommes, qu’ils ont arrêtés sur leur chemin. La tension est déjà vive puisque des soldats menacent de fusiller les prisonniers, qu’ils accusent d’avoir tiré sur leurs compagnons d’armes. Vers 8 heures, un officier ordonne à cinq prisonniers d’aller ramasser le cycliste blessé une heure avant. Ces civils servent de bouclier au groupe de soldats qui, tout le long du chemin, tirent sporadiquement sur les maisons et dans la rue. Sur le chemin du retour, alors que le blessé est transporté par les civils, les soldats français visent l’escorte allemande qui immédiatement riposte. C’est alors que, lors du retour vers le poste de la Croix-Rouge, des soldats allemands tuent, sans raison, à l’intersection du Baty Sainte-Barbe et de la rue de Velaine, une fillette de huit ans, Céline Huybrecht, et blessent un homme et une jeune fille. Ces mêmes hommes incendient et saccagent également quelques maisons du quartier de la Praile.

De retour à la Croix-Rouge, où les Allemands détiennent toujours cinquante civils, le commandant allemand ordonne à une femme d’aller chercher le bourgmestre de Tamines ainsi qu’un médecin. Or M. Guiot, le bourgmestre faisant fonction, a quitté son domicile le matin, pour aller prévenir les Français, de l'autre côté de la Sambre (rive droite) de l'avance des Allemands. Elle se rend alors au domicile d’Émile Duculot, conseiller communal au moment des faits, afin de le mettre au courant des événements. Ce dernier raconte : 
« Entre-temps, car il y avait urgence, j’entre chez Lalieu, médecin libéral et en même temps échevin et le mets au courant de la situation. Lalieu répond qu’il est trop vieux et demande qu’on aille chez le docteur Scohy. Celui-ci refuse également, c’est alors que le docteur Defossé et M. Férange, chef de la Croix-Rouge locale, accompagnés de cinq brancardiers arrivent à la rencontre d’Emile Duculot. Une fois les nouveaux venus mis au fait, ils se rendent chez Mouffe où l’officier allemand les attend au milieu du chemin. Le docteur Defossé entre immédiatement soigner le blessé tandis que M. Duculot est rappelé par l’officier. Monsieur Duculot lui expose alors la fuite du bourgmestre faisant fonction et se propose de le remplacer officieusement pour le moment.

Après avoir accepté, l’officier lui dit : « On a tiré sur nous !(…) J’ai déjà trois revolvers ! »

Émile Duculot répond : « Monsieur, ce n’est pas possible ! On ne peut absolument pas avoir tiré ici ! La preuve en est qu’on a soigneusement repris toutes les armes ; il est strictement interdit de tirer. Personne n’y a d’ailleurs songé » »
L’officier change alors de sujet de conversation et demande au témoin jusqu’où ses hommes et lui peuvent avancer, sans danger, dans le village. Émile Duculot dit à son interlocuteur qu’il lui est impossible de répondre à cette question. L’officier lui intime alors l’ordre de se rendre avec d’autres civils, placés en tête des troupes, jusqu’à l’église des Alloux, afin d’y ôter le drapeau national fixé au clocher. Il accompagne son ordre de la menace de détruire le clocher au canon puis relâche tous les otages. Émile Duculot, avant de regagner son domicile, signale aux troupes françaises l'importance et la position des troupes allemandes.

## La bataille
Alors que le nouveau bourgmestre de Tamines rentre chez lui, vers 13 heures, la bataille fait rage au départ de Velaine, d’Auvelais, d’Arsimont. À ce moment, l’essentiel du combat entre Français et Allemands consiste en un duel d’artillerie. Les canons allemands sont disposés du côté de Velaine et de l’église des Alloux, tandis que les canons français sont, eux, situés de l’autre côté de la Sambre, entre Tamines et Arsimont. L’armée française, confrontée à une armée qui lui est supérieure en nombre, opte pour une stratégie de ralentissement de la progression allemande. Elle laisse donc, sur les ponts de la Sambre, des troupes peu nombreuses, à Tamines, Auvelais et Farciennes, ravitaillées depuis la gare de Tamines et renforcées par un détachement d’artilleurs de la garde civique de Charleroi. Dès le jeudi 20 août au matin, un maximum de soldats français se replient, laissant un nombre suffisant de soldats pour garder chaque pont et donc entraver la marche des Allemands tout en sacrifiant le moins de vies possible. Vers 13 heures, alors que le combat augmente en intensité, un groupe de cavaliers allemands descend vers l’église des Alloux. Trois soldats français embusqués derrière un mur en abattent deux, provoquant la fuite des autres. Peu de temps après, des fantassins allemands descendus de Moignelée attaquent les soldats français, au pont de chemin de fer et à l’écluse, les obligeant à se replier complètement de l’autre côté de la Sambre.
Les troupes allemandes investissent le centre du village et arrivent par la rue de la Station, fusil baissé. C’est l’attaque du pont. Il est environ 16 heures, les soldats poussent devant eux des civils qu’ils obligent à dégager le pont obstrué par des véhicules, des sacs, etc.

Le pont dégagé, les fantassins allemands peuvent alors s’élancer en direction des positions françaises. Un témoin décrit la scène :
« Lorsque les Allemands se trouvèrent en face des Français, ceux-ci les accueillirent par une grêle de balles, lancées par des fusils et des mitrailleuses, tant des maisons de la rue de Falisolles (rue située face au pont) que de la Tienne d’Amion. Ils furent littéralement fauchés. Il y eut là un affreux carnage de soldats allemands. »
Le combat d’une extrême violence cesse en début de soirée, avec le repli des troupes allemandes vers l’intérieur de Tamines. Pendant ce temps, de nouvelles troupes ne cessent d’affluer à l’intérieur du village, investissent la grande majorité des maisons et en incendient un grand nombre.

Mais, vers 2 heures du matin, les troupes allemandes s’élancent à nouveau en direction de l’armée française, de l’autre côté du pont. Le combat fait rage à nouveau, le son des canons français et allemands se fait à nouveau entendre. Cette bataille, faite d’avancées et de reculs, va se poursuivre toute la journée du samedi jusqu’aux alentours de quatorze heures. Un Frère des Écoles chrétiennes, obligé en pleine nuit de ramasser les blessés allemands sur le pont avec d’autres ambulanciers, décrit la scène :
« Je dus en pleine bataille traverser le pont non achevé. Les balles pleuvaient : on les aurait ramassées avec une pelle, sur ce pont. »
La plupart des habitants du quartier avoisinant le lieu des combats quittent leur maison et remontent vers l’école des Frères ou à l’église des Alloux. Le combat dure donc jusque 14 heures, moment où les Français, incapables de continuer à faire face aux vagues d’assaut allemandes, se voient contraints de se replier vers le Sud. Les pertes en vies humaines sont très lourdes dans les deux camps. Un officier allemand cite, devant le bourgmestre Duculot, le chiffre de 600 hommes mis hors de combat.

## La population durant la bataille
Dès leur arrivée dans le quartier de la Praile, au nord de Tamines, les soldats allemands incendient plusieurs maisons puis, au fur et à mesure de leur progression, allument d’autres foyers ici et là.
Durant la nuit du vendredi 21 août au samedi 22 août, a lieu la fusillade au café tenu par Monsieur Hennion, situé sur la place Saint-Martin. En effet, les soldats ont investi le café vers 17 heures, y réquisitionnant tous les combustibles possibles pour incendier les maisons voisines. Tandis que Monsieur Hennion accompagné de soldats se rend vers 21 heures au domicile du bourgmestre en fuite, d'autres soldats retiennent vingt personnes en otages : cinq femmes, cinq enfants et dix hommes. Alors que le combat n’a pas encore repris, les soldats ordonnent aux dix hommes de sortir du bâtiment et en abattent neuf qui viennent à peine de franchir le seuil de la porte ; ils incendient ensuite le café. Quant à Monsieur Hennion, nul ne connaît précisément les circonstances de sa mort : son corps est retrouvé sans vie dans le cimetière, les poignets liés.
Par ailleurs, douze personnes réfugiées dans la cave du magasin « Bazar Mombeek », rue de la Station, y sont retenues prisonnières par des soldats alors que l’immeuble brûle. Cinq d’entre elles sont asphyxiées, les autres sont sauvées grâce à l’intervention d’un soldat allemand. D’autres scènes du même genre se déroulent dans le centre de Tamines. Les soldats arrêtent systématiquement les habitants qui leur tombent sous la main et les concentrent en divers endroits.

Les habitants du quartier du Cailloux, à l'Ouest de Tamines, sont parmi les plus chanceux. Un groupe d’environ cinq cents civils, arrêtés dans ce quartier, est escorté par des soldats et conduit en dehors de Tamines. Un témoin rapportera :
« Comme les 500 personnes qui fermaient le groupe, nous partions nous ne savions où, guidés par des soldats qui faisaient le coup de feu sur les personnes qui voulaient s’écarter de la route désignée. Et cependant ils nous conduisaient « hors de danger ».(…) Ce fut seulement à Baulet que les soldats nous abandonnèrent pour se joindre à des troupes en marche. »

## Arrestations du samedi 22 août 1914
Tandis que la bataille continue de l’autre côté du pont de la Sambre entre les troupes françaises et allemandes, la plupart des Taminois se terrent dans les caves ou tout ce qui peut servir de refuge pour échapper aux obus. La matinée, les soldats arrêtent systématiquement tous les habitants pour constituer deux groupes de prisonniers composés chacun d’hommes, de femmes et d’enfants. Une partie des habitants, formant le premier groupe, arrêtés par les soldats, est conduite, après avoir été dévalisée, dans un champ de betteraves situé en bordure de Tamines vers Velaine. Ce groupe de civil est placé au centre des troupes et se voit contraint de se coucher dans le champ, à une centaine de mètres de leurs canons.
Des soldats imitent un peloton d’exécution et font semblant de les fusiller. Les deux prêtres présents dans le groupe, l’abbé Donnet et l’abbé Hottlet récitent à haute voix l’acte de contrition. Ils restent au même endroit pendant environ une demi-heure, puis sont emmenés un peu plus loin. Le groupe grossit sans cesse à cause des nouveaux prisonniers.
Aux alentours de 17 heures, sur ordre des Allemands, ces centaines de civils pour la plupart traumatisés, descendent, escortés de soldats, vers l’église Notre-Dame des Alloux. Il y a du monde sur tous les autels, plein les confessionnaux, les gens se demandent s’ils seront fusillés ou s’ils seront brûlés dans l’église.
Pendant ce temps-là, les Allemands constituent à un autre endroit un second groupe de prisonniers, gardés à l’école des Frères abritant un local de la Croix-Rouge. Un témoin s’y rend vers 10 heures en compagnie de son frère et y trouve hommes, femmes, enfants et vieillards, soit environ cent cinquante personnes. Remarquons qu’à ce moment précis, les soldats ne les retiennent pas encore, l’école n’ayant pas encore été investie par la troupe. Au cours de la journée, la masse de personnes ne cessera d’augmenter. Parmi tous ces gens, apparaît le nouveau bourgmestre de Tamines, Émile Duculot, ainsi que l’abbé Smal et le curé de Brye, cachés jusqu'alors dans le presbytère.
Vers 16 heures, les premiers soldats investissent les bâtiments scolaires où se sont réfugiés tous ces habitants. Ces soldats, sous les ordres d’un médecin, accompagnent l’ambulance allemande qui s’y installe avec les blessés du combat. À peine arrivés, les Allemands ordonnent la séparation des hommes et des femmes, enfants et vieillards. Ces derniers sont enfermés dans les caves de l’établissement. Les hommes cantonnés dans le réfectoire vont également passer la nuit à cet endroit.

## De l’église à la place Saint Martin
Après avoir déplacé une partie des femmes et des enfants dans un bâtiment voisin, et avoir distribué un peu de nourriture, un chef allemand se présente à l’entrée de l’édifice. Il est environ 19 heures, cet officier interpelle l’abbé Hottlet, second prêtre de la paroisse, relativement âgé. L’officier s’énerve alors contre le vieil homme – qui ne comprend pas les injonctions qui lui sont adressées en allemand – et annonce, selon un autre témoin comprenant l’allemand, qu’ils vont être fusillés. Très peu de temps après, on donne le mot d’ordre : "tous les hommes doivent sortir !"
Ils sont, aux dires des divers témoins, plus ou moins 600 hommes poussés hors de l’église par les soldats allemands. Selon les témoins présents, la scène se passe peu après 19 heures. Afin de mieux plonger dans l'ambiance, il faut imaginer qu’à ce moment précis la moitié des maisons de Tamines sont en flammes et que des débris incandescents jonchent rues et trottoirs. Ces 600 sont donc debout, au milieu des incendies, dans l’ignorance totale de ce qui va leur arriver.
Les soldats donnent l’ordre aux hommes de se mettre en rangs par quatre et distribuent des coups aux retardataires. Le cortège, encadré de tous côtés par des soldats à pieds ou à cheval, commence à descendre la rue de Velaine en direction de la place Saint Martin. Avant d’arriver sur la place, des soldats voyant des jeunes garçons mêlés au cortège leur donnent l’ordre d’en sortir et de retourner à l’église. Les trois prêtres du groupe reçoivent de nombreux coups de crosse et sont injuriés par les soldats formant l’escorte ou par les artilleurs et les cavaliers cantonnés le long du chemin.
Les premiers hommes arrivent sur la place Saint-Martin occupée par les troupes allemandes. Ces hommes venant tous de l’église des Alloux reçoivent l’ordre d’aller se ranger au fond de la place, le long de la Sambre. Les soldats divisent le groupe en deux parties séparées l’une de l’autre par quelques mètres et somment les hommes de s’aligner correctement.

## Fusillade

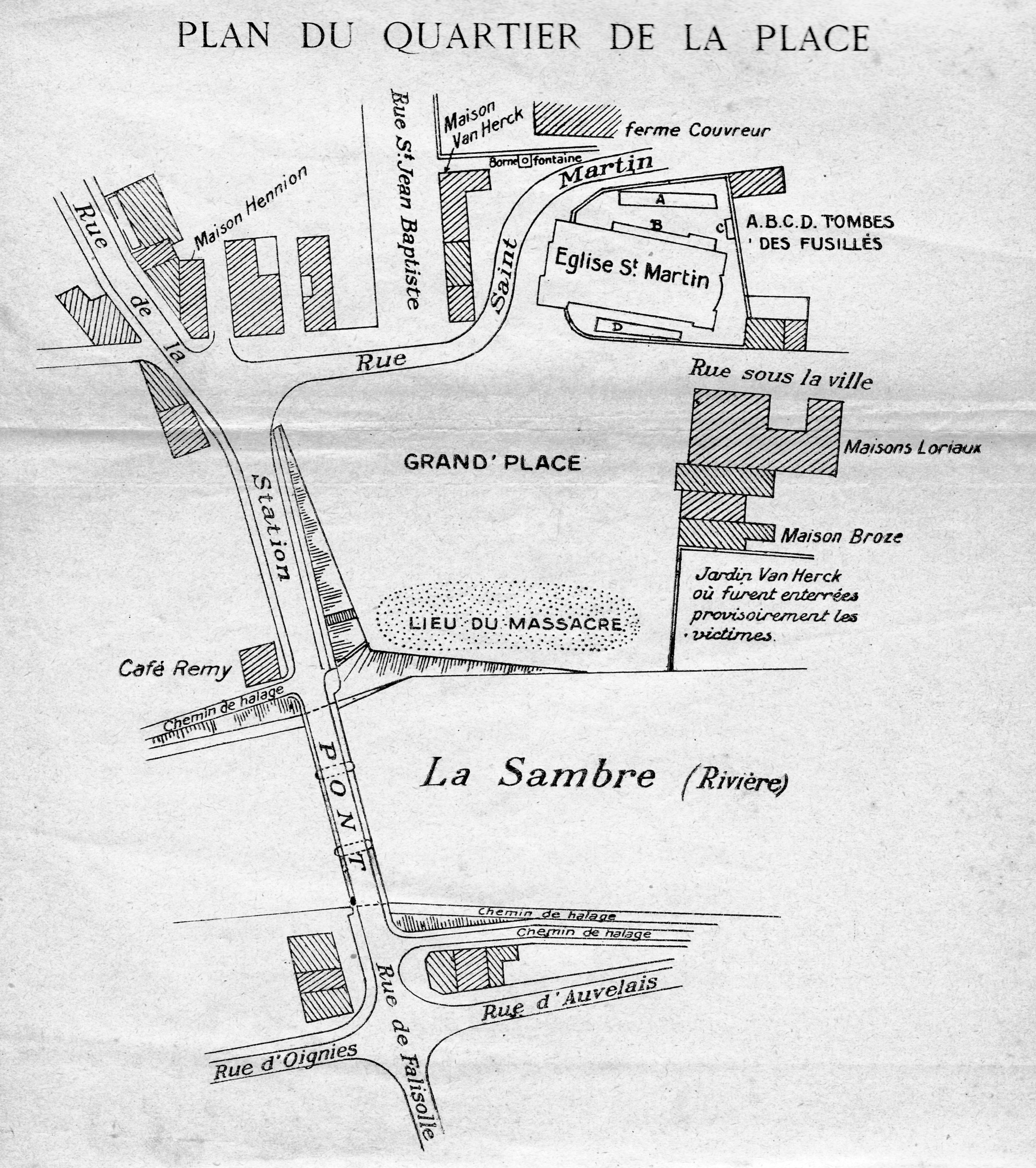
Plan du quartier de la place de Tamines avec emplacement du lieu du massacre.

Il s'agit apparemment d'un très long peloton d’exécution avec cinq étages de fusils superposés. Le premier rang de soldats est fortement accroupi et les fusils rasent le sol. Soudain, un officier allemand quitte les rangs et s’avance vers les civils. Il les accuse d’avoir tiré sur les soldats et ajoute qu’en conséquence ils seront fusillés. Il somme certains Taminois de crier « Vive l’Allemagne ! » et « Vive l’empereur ! », ordre auquel certains hommes obtempèrent, poussés par le désespoir et la peur.
Vers 8 heures du soir un coup de sifflet retentit, signal de la première fusillade. Le peloton fait feu sur la masse compacte formée par les hommes. À peine le coup de sifflet est-il émis que tous se jettent par terre. La première fusillade semble en effet, n’avoir fait que très peu de victimes. Les Allemands crient alors aux hommes de se relever immédiatement. Personne ne bouge. Un groupe de soldats s’avance alors vers les hommes couchés à terre qui, effrayés, se relèvent rapidement.
À peine sont-ils debout qu’une seconde salve, plus violente que la première, retentit sur la place. Les soldats sont, aux dires de témoins, secondés par une mitrailleuse placée à l’entrée du pont, fauchant une des extrémités du groupe. À ce moment de la fusillade, de nombreuses personnes sont déjà mortellement blessées, d’autres tombées sur le sol sont recouvertes de cadavres. Les soldats tirent de manière irrégulière sur les hommes encore debout.
De longues minutes s’écoulent durant lesquelles certains, indemnes ou presque, sautent dans la Sambre, puis le peloton se disloque pour laisser place à un groupe de soldats, portant des brassards de la Croix-Rouge, venant de l’église. Accompagnés de soldats, ils se dirigent vers le tas de cadavres et de blessés, munis de leurs fusils avec baïonnette, de gourdins, de haches ou autres armes de fortune. Ils viennent achever les blessés disséminés sur tout le tas. De nombreux blessés, apercevant leur brassard appellent à l’aide. Parmi les premières victimes, le pharmacien Jules Delsauvenière grièvement blessé est d’abord traité de franc-tireur avant d’être blessé à mort.

## Témoignages
De nombreuses personnes, indemnes ou blessées par la fusillade vont alors mourir dans d’atroces conditions. L’abbé Donnet témoigne :
« Il y eut dans l’opération, deux parties bien distinctes. Ils se mirent tout d’abord à tuer à tort et à travers, dans le tas. Ils longeaient le monceau, l’escaladaient, passaient sur les morts, sur les blessés, sur les mourants, et s’acharnaient sur tout ce qui paraissait âme vivante. Pour leur terrible besogne, les ambulanciers et les soldats se servaient de toutes sortes d’instruments, d’abord et surtout de la baïonnette : ils l’enfonçaient partout, dans le monceau de chair humaine ; certains ont été transpercés qui étaient en dessous de plusieurs cadavres… Ils frappaient aussi de la crosse des fusils ; certains avaient de grosses bûches de bois, des barres de fer : j’en ai revu et retrouvé le lendemain à côté du carnage, toutes couvertes de chair, de cervelle et de sang. Enfin, j’ai entendu aussi donner sur les blessés des coups de cravache… Nous arrivons ici, si je puis dire au clou de la cruauté. Les soldats opéraient à deux ; ils saisissaient les victimes une par une, examinaient si elles étaient en vie, puis les achevaient à coups violents et répétés de baïonnettes… Après…, ils les jetaient dans la Sambre »

Récit d’Émile Leroy, blessé par ces soldats chargés d’achever les blessés : 
« Du premier coup il me transperce le bras gauche de part en part ; le second plus furieux est porté en dessous du sein gauche et c’est grâce à un calepin que j’ai en poche, et qui est transpercé d’outre en outre, que le cœur n’est pas atteint. Je reçois un troisième coup dans le flanc droit, après quoi, craignant que les coups ne m’atteignent à la figure ou dans le ventre, d’un effort surhumain, je me retourne. Exaspéré sans doute, mon bourreau me lance un terrible coup de son arme celle-ci pénètre dans le côté gauche du cou en dessous de l’artère carotide pour traverser une partie de la gorge et ressortir en dessous du menton — j’ai très bien senti le fer remuer dans la plaie, je l’ai même touché de ma main. Ayant retiré son arme de la blessure la brute m’offre le coup de grâce et me donne un coup formidable de crosse de fusil dans la nuque ; puis il m’abandonne croyant sans doute m’avoir tué. Il se trompe, je vis encore et j’ai toujours ma présence d’esprit. Cependant je perds mon sang ; craignant d’attirer à nouveau l’attention je n’ose faire aucun mouvement. Par un effort suprême de volonté je réussis cependant, en usant de précautions, à nouer mon mouchoir de poche autour du cou pour essayer d’arrêter l’écoulement du sang car je me rends parfaitement compte que cette blessure est la plus grave de celles que j’ai reçues. Je viens à peine d’achever que j’entends tout à coup cette bande de sauvages qui revient à la charge ; la nuit est venue et pourtant je vois très bien qu’ils sont armés de pièces de bois ; à tour de bras ils frappent à nouveau dans le tas, j’entends les coups qui martèlent les crânes. Au moyen de petites lampes électriques, ils inspectent leurs victimes, et celles qui se plaignent — elles sont nombreuses — sont prises à bras le corps et jetées à la Sambre… C’est alors que soudain je sens la botte d’un de ces bandits qui touche ma figure, il est là debout près de moi… quelques minutes d’attente qui me paraissent un siècle et il s’en va »
Estimant leur tâche accomplie, les soldats se retirent vers l’église. Maintenant, quant à savoir combien de temps a duré le massacre, l’ensemble des survivants s’accordent à dire qu’une grosse heure s’est écoulée entre le début de la fusillade et les coups de grâce aux blessés. Commence alors pour les survivants une très longue nuit. Les Allemands placent très peu de sentinelles autour de l’amas de corps formé par les vivants et les morts. L’abbé Donnet, traîné hors de la masse par deux soldats venus l’achever, est laissé pour mort à l’écart avec, debout à ses côtés, deux sentinelles. Saisissant l’opportunité, plusieurs hommes encore valides vont se laisser glisser dans la Sambre et s’enfuir à la nage en direction des fermes voisines de Tamines.

La nuit, alors que certains hommes sont évanouis ou assoupis, les plus grièvement blessés demandent aux plus valides d’aller leur chercher de l’eau : Ernest Labarre se lève et va puiser de l’eau à la Sambre pour l’apporter aux mourants. Il n’a qu’une ou deux côtes froissées. À l’aide de bouteilles il abreuve ses voisins qui s’emploient également, dans la limite de leurs capacités, à dégager les vivants bloqués sous les cadavres. L’abbé Donnet, réveillé par les cris, décrit assez bien la situation :
« On était en pleine nuit. Mais les incendies projetaient sur la place une sinistre lueur, qui suffisait à distinguer le tableau. Les cadavres étaient, pour les trois quarts, affalés à genoux et repliés sur la tête. J’ai passé la nuit couché sur un cadavre qui était dans cette position et que je m’imaginais vivre toujours. De cet horrible monceau s’élevaient encore des cris, certains agonisaient, d’autres se plaignaient, gémissaient. Au début surtout, c’était terrible « Grâce ! Pitié ! Grâce pour ma femme ! Pitié pour mes enfants ! J’ai soif » !  »

## Les survivants, dimanche 23 août au matin
Au lever du jour, la garde allemande est renforcée afin qu’aucun survivant ne puisse quitter la place. Cédant aux supplications de plusieurs mourants, M. Seron se met à la recherche d’un prêtre. Après avoir découvert les corps sans vie de l’abbé Docq et de M. le curé Hottlet, il tombe sur l’abbé Donnet, blessé, mais capable de marcher un peu. C’est ainsi que les deux hommes, sous l’œil d’abord inquiet puis désintéressé des sentinelles, vont se rendre auprès de plusieurs agonisants. Vers 6 heures du matin, M. Seron décide de demander l’autorisation aux sentinelles d’aller chercher de l’eau et de la nourriture pour les blessés. Les sentinelles le repoussent vers le tas de cadavres.
Une heure plus tard, un officier allemand arrive devant les hommes et accuse à nouveau les survivants d’avoir tiré sur les soldats. Ce dernier refuse bien sûr la demande d’eau et de nourriture formulée par les survivants. Ce n’est qu’un peu plus tard, qu’un autre officier, médecin, autorise enfin deux ou trois hommes à aller puiser de l’eau. M. Seron profite de l’occasion pour questionner cet officier afin d’obtenir des éclaircissements sur le sort qu’ils réservent aux survivants. L’officier leur répond que leur sort est entre les mains de l’État-Major allemand. Deux possibilités sont envisagées : soit les survivants sont fusillés, soit ils sont tous conduits à Fleurus, agglomération située à quelques kilomètres de Tamines.
Pendant ce temps, plusieurs soldats parcourent l’endroit où gisent tous les corps. L’attitude de plusieurs d’entre eux a retenu l’attention de beaucoup de témoins. Par exemple, l’abbé Donnet a remarqué qu’un ou deux médecins allemands étaient émus du spectacle qui s’offrait à leurs regards et versaient des larmes.
Un autre témoin explique :

« Je demandai des cigarettes pour fumer. Il alla chercher des cigares. Il alla ensuite à sa gibecière, prit une galette et la donna à un blessé qui se trouvait à proximité, J.-B. Demoulin (qui n’a pas survécu, il est mort sur la place même). Je lui demandai aussi s’il n’avait pas dans sa gourde de l’eau-de-vie ; il me la présenta et j’en donnai à boire à J.-B. Demoulin. Cet acte humanitaire lui valut une scène de reproches et de colère de la part du corps de garde de l’église. »

## Civils détenus chez les Frères
Le reste de la population taminoise détenue à l’école des Frères et à l’église des Alloux reçoit l’ordre, peu après neuf heures et demie, de sortir dans la cour de l’établissement et de s’y ranger à quatre de front. Deux nouveaux cortèges se forment ainsi, le premier composé uniquement d’hommes et le second de femmes et d'enfants. Les hommes quittent les premiers la cour, en direction de la place Saint-Martin. Aucun d’entre eux ne se doute de ce qu’ils vont découvrir une fois arrivé sur la place. Le groupe des femmes et des enfants les suivent peu de temps après.
Les premiers hommes qui débouchent sur la place découvrent avec stupeur les survivants de la fusillade, debout au milieu des morts et des blessés. Beaucoup de cadavres sont horribles à voir, tellement les blessures et les plaies sont affreuses. Les soldats sont aussi allés chercher dans le village des cadavres d’hommes et de femmes morts carbonisés dans leur cave, et parmi eux les cadavres des nombreuses personnes tuées chez Hennion puis jetées dans la maison en feu : ces cadavres sont gonflés démesurément.
Face à eux, les survivants de la fusillade, debout parmi les morts et les blessés, supportent difficilement l'ambiance. En effet, une odeur insupportable émane des cadavres à cause de la chaleur excessive. Les armes allemandes — dont les baïonnettes — ont laissé des plaies affreuses, des ventres sont ouverts, des têtes sectionnées, des boîtes crâniennes vidées de toute leur cervelle, des têtes aplaties (comme écrasées par un poids énorme), des crânes vidés, des gorges coupées, des mâchoires brisées. Il s'en dégage déjà une odeur insupportable.

Arrive le groupe de femmes et d'enfants, conduits sous escorte en face de l’église Saint-Martin. À ce moment, la place se remplit de soldats disposés un peu partout. Fréquemment, certains soldats vont menacer des hommes ou des femmes de l’un des deux groupes :
« Entre le pont et nous, au milieu de la place, des soldats qui évoluent au signal donné par des coups de sifflets, d’autres qui circulent, s’approchent de nous, menacent de la pointe de la baïonnette. Quelques soldats seulement étaient bons, disant qu'ils ne seraient pas fusillés. »
Ils restent à cet endroit jusqu’aux environs de midi, quand arrivent les officiers supérieurs en auto et à cheval. On leur dresse une table sur la place, presque en face du lieu de la fusillade, et sous les yeux de la population ils commencent à manger et à boire
« Peu de temps avant l’heure de midi arrivèrent les chefs, en auto et à cheval. Ils regardèrent orgueilleusement et avec complaisance le spectacle lamentable qui s’étalait devant eux. À peu de distance de nous on dressa une table et ils prirent leur déjeuner. Après eux, le reste des soldats prirent le relais et jetèrent les flacons vides sur les survivants. Ils étaient ivres et il semble qu’ils s’animaient au carnage en se saoulant »

## Enterrement des victimes
Après le repas des officiers et des soldats, quatre cavaliers arrivent au milieu d’eux : ce sont apparemment des officiers porteurs d’un message de l’État-Major. Il semble, au regard des événements ultérieurs, que son contenu ordonne d'épargner le reste de la population taminoise et d'enterrer les morts. Nous sommes à présent en début d’après-midi. Un officier demande un groupe de volontaires pour creuser une fosse dans un jardin attenant à la place. Une quarantaine de civils sortent des rangs, tous reçoivent un outil et se mettent à la tâche. Ils creusent une fosse d’un dizaine de mètres de long et large de cinq ou six mètres .
Une fois la fosse achevée, les soldats apportent des brouettes, des portes et des volets arrachés aux fenêtres des maisons incendiées sur la place. Une nouvelle équipe d’hommes est alors chargée de transporter les corps des morts, de la place à la fosse. Des hommes, descendus dans la fosse, rangent les corps au fur et à mesure qu’on les apporte. Sur la largeur de la fosse, les cadavres sont alignés dans le sens de la longueur. Bientôt, on marche sur les corps, foulant aux pieds ceux des rangées inférieures. Afin d’accélérer le mouvement, des soldats réquisitionnent des survivants de la fusillade pour aider au transport des cadavres. Beaucoup de cadavres sont horribles à voir, tellement les blessures et les plaies sont affreuses. Parfois, certains corps présentant des signes de vie sont mis à l’écart par les hommes malgré les ordres des soldats chargés de la surveillance de l’opération. Une fois l’enterrement des corps terminé, le chanoine Crousse est désigné par les Allemands pour bénir la fosse avant qu’elle ne soit recouverte de terre.

## Départ de la population vers Velaine
À Tamines, les blessés les plus gravement atteints sont pris en charge par les médecins et les religieuses du couvent des sœurs de la Providence et de l’Immaculée Conception. Les balles ont percé les bras, les jambes, les têtes ; les poitrines sont perforées. Le sang qui a coulé à flots s’est caillé dans les vêtements qui adhèrent à la peau. L’abbé Donnet, incapable de se rendre à Velaine, est transféré à l’intérieur de l’église.
Il est à présent 17 heures, un coup de sifflet retentit sur la place. Les hommes doivent se mettre en rang par cinq, entre deux haies de soldats, tandis que l’autorisation est accordée au groupe des femmes de les rejoindre. Les blessés légers de la fusillade doivent rejoindre le groupe, les autres sont soignés sur place par le Dr Defossé. Le groupe de civils se met en marche, par la rue de la Station, vers le nord de Tamines en direction de Velaine. En chemin, ils croisent de nombreuses troupes : les uns éclatent de rire en les voyant si nombreux ; d’autres les maudissent et les menacent du poing ; d’autres ont les larmes aux yeux, surtout ceux qui, par leur tenue et leur visage distingués, semblent plus compatissants.
L’un d’eux demande au soldat de garde : - Qu’est tout ce monde-là ?
Le soldat : - Un monde que nous chassons et conduisons en exil.
Le cavalier s’essuyant les yeux de dire : - C’est honteux, c’est dégoûtant de traiter ainsi les gens. »
Dans les bois, des soldats tirent plusieurs coups de feu en l’air pour effrayer les marcheurs. C’est à ce moment qu'ils modifient leur destination, refusant d’aller plus loin que Velaine. Ils traversent une partie du village jusqu’à l’école St-Joseph et là, l’officier demande de lever les bras et de crier « Vive l’Allemagne ! ». Le soldat continue : « Maintenant, vous êtes libres, vous pouvez vous disperser… Mais vous ne pouvez plus rentrer à Tamines avant la fin de la guerre ».

## Pillage
Vidée de la quasi-totalité de sa population, la localité est livrée au pillage systématique par les troupes allemandes. Tout ce qui ne convient pas est éparpillé sur place et couvert de leurs saletés et de leurs ordures. Il est impossible de se faire une idée des turpitudes de l'envahisseur et de l'état de délabrement dans lequel il laisse les habitations après les pillages.

## Bilan
Le bilan officiel dressé après la guerre fait état de 613 victimes dont 384 tués au total,. Parmi les morts, on distingue 315 tués lors de la fusillade sur la place dont 40 noyés, 22 tués hors de la fusillade, 9 tués au café Hennion, 13 carbonisés et 24 personnes décédées des suites des événements. L’examen minutieux de la liste détaillée des victimes du massacre révèle la présence de nombreux jeunes tués par les soldats. On dénombre 40 victimes — presque toutes masculines — de moins de 21 ans. Enfin, les destructions dues aux combats et aux incendies volontaires allumés par les soldats, approchent du chiffre de 300 maisons incendiées.

## Lieux de mémoires

### Monument aux martyrs de Tamines
Ce monument situé près de l'église Saint-Martin symbolise les atrocités infligées à la ville. Il a été inauguré le 22 août 1926. Haut de plus de quatre mètres, le groupe sculpté est composé de quatre personnages en train de mourir. Une femme debout, allégorie de Tamines, dissimule à demi sa tête dans son bras droit replié et lève le bras gauche au ciel. Son corps est penché vers l’avant, comme blessé mortellement dans le dos. À ses pieds, gisent trois hommes, deux sont morts vêtus en civil, le troisième en militaire agonise. Ils symbolisent les hommes exécutés sur la place, le 22 août.

### Cimetière des fusillés

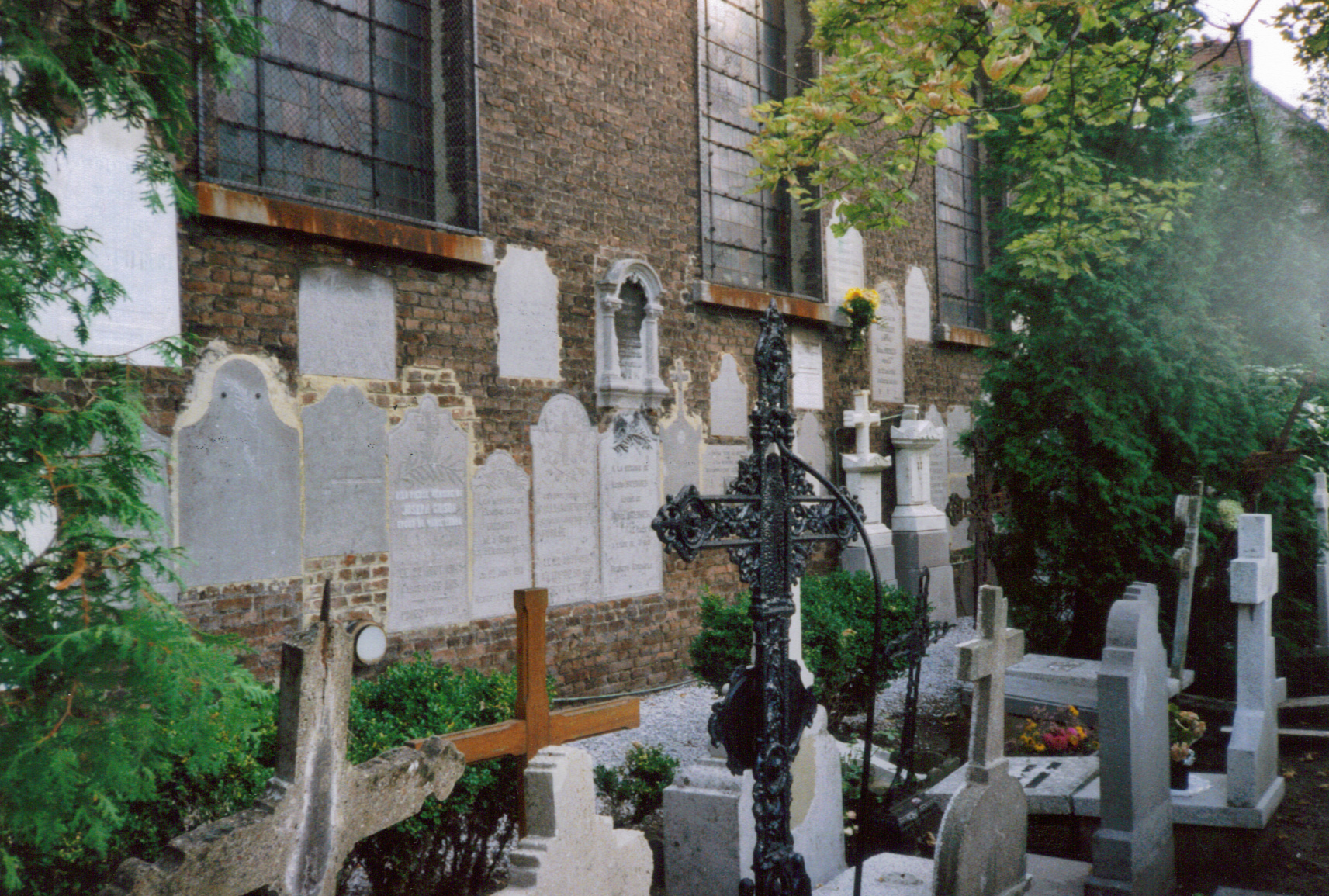
Cimetière des fusillés.

Le cimetière est situé autour de l'église Saint-Martin. Des stèles funéraires dont certaines furent martelées sur ordre des autorités allemandes de Namur afin de faire disparaître le mot « martyr ».

### Monument aux soldats français
Il est situé rue des Français, la sculpture du monument représente le caporal Pierre Lefeuvre, d'origine bretonne, âgé de 24 ans, tireur d'élite du 70e régiment d'infanterie. Ce soldat a trouvé la mort après avoir tué cinquante-trois ennemis et fait un nombre important de blessés. Il fut tué au cours des combats du 21 et 22 août 1914. Deux plaques portent des inscriptions : la plus importante honore la mémoire du jeune soldat, l’autre plaque, fixée à sa droite, rend hommage aux glorieux soldats français.

### Monument aux combattants
Ce monument se trouve entre l'hôtel de ville et la gare. Il est composé d'une sculpture monumentale en pierre, œuvre de D. Weyers, en haut-relief, représentant une femme portant un drapeau et soutenant un soldat donnant l'assaut. Ce monument a été financé en 1920 par le directeur des Charbonnages de Tamines, en mémoire de son fils mort à la guerre. C'est un monument public sur lequel sont inscrits les noms des 24 soldats morts pour la Patrie. Il a été inauguré le 31 juillet 1921.

### Autres lieux de mémoire
- Dans une chapelle du centre ville, sont inscrits les noms des 12 personnes qui se sont réfugiées dans une cave du bâtiment incendié, dont six sont mortes carbonisées, et six ont survécu ;
- la plaque aux déportés située sur le mur extérieur de l'hôtel de ville, avec cette inscription : « 1916-1918. Tamines à ses déportés morts en captivité », en dessous sont inscrits les noms des sept déportés décédés.

En 1932, Tamines reçut l'autorisation d'intégrer dans ses armoiries une représentation symbolisant le massacre du 22 août 1914.

### Articles annexes
- Atrocités allemandes en 1914
- Sac de Dinant (1914)
- Traité de Couillet